# Lars-Erick Forsgren
Lars-Erick Forsgren, född 24 oktober 1943 i Gävle, uppvuxen i Boliden i Västerbotten och Vallsta i Hälsingland, är en svensk ekonom, politiker, debattör och jazzentusiast. 

## Musikengagemanget
Forsgren var ordförande i Svenska jazzriksförbundet (SJR) åren 1968-70, dessförinnan redaktör för Jazznytt från SJR, liksom informationschef i förbundet. Efter ordförandetiden var Forsgren vice ordförande och sekreterare i förbundet under några år.
Forsgren har publicerat artiklar om kultur i vid mening men också varit en flitig recensent av konserter, såväl av jazz som av annan musik.

## Politiker
Forsgren var politisk sekreterare, ett heltidsengagemang, för folkpartiet i Botkyrka kommun åren 1977-1980 och har varit verksam som fritidspolitiker inom Söderhamns, Botkyrka och Piteå kommuner, samt i Norrbottens läns landsting.